# Catherine Mouchet
Pour les articles homonymes, voir Mouchet (homonymie).
Catherine Mouchet est une actrice française née le 21 août 1959 à Neuilly-sur-Seine.
Révélée dès son premier rôle en 1986 dans Thérèse d'Alain Cavalier, qui lui vaut le César du meilleur espoir féminin et le prix Romy-Schneider, elle disparait pourtant des écrans et retourne au théâtre. En 1999, elle réapparait au cinéma dans Ma petite entreprise de Pierre Jolivet, et obtient une nomination au César de la meilleure actrice dans un second rôle. Elle enchaine ensuite les seconds rôles, aussi bien au cinéma qu'à la télévision.

## Biographie
Après une licence de philosophie, Catherine Mouchet intègre le Conservatoire national supérieur d'art dramatique de Paris, où elle suit les cours de Jacques Lassalle et Claude Régy.
De 1979 à 1981, elle se produit sur scène au théâtre de la Mie de Pain à Saint-Denis. Elle enchaine ensuite les pièces de théâtre : Le Vaisseau fantôme d'après Richard Wagner en 1982, Intermèdes de Miguel de Cervantes en 1983, Monsieur Vitrac d'après Roger Vitrac en 1984 et Intérieur de Maurice Maeterlinck en 1985.
En 1986, elle décroche son premier rôle au cinéma en incarnant Thérèse Martin, future Sainte Thérèse de Lisieux, dans Thérèse d'Alain Cavalier. Elle obtient un énorme succès critique, et se voit récompensée du César du meilleur espoir féminin 1987 et du prix Romy-Schneider 1987. Le film est récompensé par le prix du jury du Festival de Cannes 1986 et par six Césars dont ceux du meilleur film et du meilleur réalisateur.
Malheureusement pour elle, ce rôle marquant l'emprisonne dans l'image de la sainte et, en dépit d'un rôle dans Si le soleil ne revenait pas de Claude Goretta en 1987, le cinéma ne lui fait aucune proposition. Elle se tourne alors vers le théâtre qui lui offre chaque année un beau rôle. Elle joue dans Pionniers à Ingolstadt de Marieluise Fleisser en 1987, Vêtir ceux qui sont nus de Luigi Pirandello en 1988, Les Caprices de Marianne d'Alfred de Musset en 1989, La Caresse de Philippe Faure en 1990, Agésilan de Colchos de Jean de Rotrou en 1991, La Petite dame en 1992 et La Caresse de Philippe Faure en 1993.
En 1994, elle apparait dans le film Bonsoir de Jean-Pierre Mocky, ainsi que dans la mini-série télévisée Jalna diffusée sur France 2. Elle connait alors une période de creux de quatre ans pendant laquelle elle ne travaille ni au cinéma, ni à la télévision, ni au théâtre.
Finalement, le temps passant, son image change et le cinéma fait de nouveau appel à elle. En 1998, elle joue le petit rôle d'une attachée parlementaire dans Fin août, début septembre d'Olivier Assayas. L'année suivante, elle retrouve un rôle marquant en incarnant Lucie, la secrétaire de François Berléand, dans Ma petite entreprise de Pierre Jolivet, rôle qui lui vaut une nomination pour le César de la meilleure actrice dans un second rôle en 2000.
Dans les années 2000, elle tourne de nombreux films dans des rôles bien différents. Elle incarne une professeur de mathématiques dans Mortel Transfert de Jean-Jacques Beineix en 2000. Puis elle tire un trait sur son image de religieuse cloîtrée en jouant à deux reprises le rôle d'une prostituée, dans Du côté des filles de Françoise Decaux-Thomelet en 2000 et Rue des plaisirs de Patrice Leconte en 2001. Elle enchaine avec plusieurs seconds rôles et prend plaisir à mélanger films d'auteurs et comédies populaires, premiers films et réalisateurs confirmés.
À partir de 2004, elle alterne projets cinématographiques et projets télévisuels. Elle incarne la figure avouable de Dominique Aury et apparait notamment dans les téléfilms Nature contre nature de Lucas Belvaux en 2004, et Un jour d'été en 2006. En 2009, elle fait partie de la distribution de la série Pigalle, la nuit diffusé sur Canal+. En 2010, elle est au cinéma aux côtés de Gérard Depardieu et Benoît Poelvoorde dans L'Autre Dumas de Safy Nebbou.
En 2008, elle remonte sur les planches au théâtre national de Strasbourg dans Et pourtant, ce silence ne pouvait être vide de Jean Magnan, basé sur la pièce Les Bonnes de Jean Genet concernant l'affaire Papin de 1933.
En 2015, elle retrouve les créateurs de Pigalle, la nuit dans leur nouvelle série Les Témoins diffusée sur France 2 et menée par Thierry Lhermitte et Marie Dompnier.
Début 2018, elle joue dans Le Traitement de Martin Crimp, traduit par Élisabeth Angel-Perez et monté par Rémy Barché au théâtre des Abbesses à Paris, puis au théâtre Dijon-Bourgogne. Elle y tient le rôle de Jennifer, productrice de cinéma américaine, qui forme avec Andrew, son partenaire professionnel et époux interprété par Pierre Baux, un couple toxique inspiré du duo formé par la marquise de Merteuil et le vicomte de Valmont des Liaisons dangereuses, qui signera la perte de la jeune protagoniste Anne (Victoire Du Bois), échappée de la séquestration de son mari et payée pour raconter son histoire,.

## Filmographie

### Cinéma
- 1986 : Thérèse d'Alain Cavalier : Thérèse Martin, future Sainte Thérèse de Lisieux
- 1987 : Si le soleil ne revenait pas de Claude Goretta : Isabelle Antide
- 1993 : La Plante, court-métrage de Louis Bachelot et Xavier Bachelot
- 1994 : Bonsoir de Jean-Pierre Mocky : Eugénie
- 1998 : Fin août, début septembre d'Olivier Assayas : Attachée parlementaire
- 1999 : Ma petite entreprise de Pierre Jolivet : Lucie
- 1999 : Extension du domaine de la lutte de Philippe Harel : La psychologue
- 2000 : Les Destinées sentimentales d'Olivier Assayas : Fernande
- 2000 : La Danse des asperges sarrasines, court-métrage de Christophe Le Borgne (voix)
- 2000 : Mortel Transfert de Jean-Jacques Beineix : Le prof de math
- 2000 : J'ai tué Clémence Acéra de Jean-Luc Gaget : Inspecteur Woland
- 2000 : Du côté des filles de Françoise Decaux-Thomelet : Catherine
- 2001 : HS Hors Service de Jean-Paul Lilienfeld : La comptable
- 2001 : Le Pornographe de Bertrand Bonello : Olivia Rochet
- 2001 : Rue des plaisirs de Patrice Leconte : Lena
- 2002 : La Repentie de Laetitia Masson : Alice, la femme de chambre
- 2002 : Elle est des nôtres de Siegrid Alnoy : Patricia
- 2003 : Petites Coupures de Pascal Bonitzer : Anne
- 2006 : Au royaume des aveugles, court-métrage de Jean-Luc Gaget : L'avocate
- 2006 : Madame Irma de Didier Bourdon et Yves Fajnberg : Brigitte Gillon
- 2007 : Les Deux Mondes de Daniel Cohen : La libraire
- 2009 : Dans tes bras d'Hubert Gillet : Adrienne, la mère adoptive
- 2010 : L'Autre Dumas de Safy Nebbou : Caroline Maquet
- 2010 : L'Arbre et la Forêt d'Olivier Ducastel et Jacques Martineau : Françoise
- 2011 : Le Moine de Dominik Moll : Elvire
- 2014 : Mon amie Victoria de Jean Paul Civeyrac : Elena Savinet
- 2015 : Je vous souhaite d'être follement aimée d'Ounie Lecomte : Madame Kubiak
- 2015 : Marguerite et Julien de Valérie Donzelli : Jacqueline
- 2015 : Je compte sur vous de Pascal Elbé : La juge
- 2016 : Fleur de tonnerre de Stéphanie Pillonca-Kervern : Anne Jégado
- 2017 : Les Fantômes d'Ismaël d'Arnaud Desplechin : médecin
- 2017 : Marvin ou la Belle Éducation d'Anne Fontaine : Madeleine Clément
- 2017 : L'Échange des princesses de Marc Dugain : Madame de Ventadour
- 2018 : Le Grand Cirque mystique de Carlos Diegues : Impératrice
- 2019 : Hors normes d'Olivier Nakache et Éric Toledano : Docteur Ronssin
- 2020 : De Gaulle de Gabriel Le Bomin : Mlle Potel
- 2023 : Toni, en famille de Nathan Ambrosioni : Mère Toni
- 2024 : L'Attachement de Carine Tardieu : Fanny

### Télévision

#### Téléfilms
- 1995 : Le Blanc à lunettes d'Édouard Niermans : Henriette
- 2004 : Nos vies rêvées de Fabrice Cazeneuve : Mathilde Tassin
- 2004 : Nature contre nature de Lucas Belvaux : Mlle Oudinot
- 2004 : Écrivain d’O de Pola Rapaport : Dominique Aury
- 2005 : Coup de vache de Lou Jeunet : Yvonne
- 2006 : Un jour d'été de Franck Guérin : La mère de Mickaël
- 2008 : Clémentine de Denys Granier-Deferre : Témoin poème
- 2011 : Comment va la douleur ? de François Marthouret et Philippe Lardon : Rose
- 2012 : Le Désert de l'amour de Jean-Daniel Verhaeghe : Lucie Courrèges

#### Séries télévisées
- 1994 : Jalna (mini-série) : Meg Whiteoak
- 2009 : Pigalle, la nuit : Alice
- 2012 : Clash : Pauline Kazinski (2 épisodes)
- 2013 : Les Petits Meurtres d'Agatha Christie : Rose-Marie Bousquet (épisode 2.01 : Jeux de glaces)
- 2014 : Origines : Catherine Guennegan (épisode 1.02 : À double tour)
- 2015 : Les Témoins : Maxine « Max » Dubreuil, commissaire de police
- 2019 : Mytho de Fabrice Gobert
- 2022 : Ouija, un été meurtrier, série télévisée de Thomas Bourguignon : Madeleine Lafarge

## Théâtre
- 1982 : Le Vaisseau fantôme, d'après Richard Wagner, mise en scène Claude Régy, Grand Théâtre de Nancy
- 1983 : Intermèdes de Miguel de Cervantes, mise en scène Jean Jourdheuil et Jean-François Peyret, théâtre Gérard-Philipe (Saint-Denis)
- 1984 : Monsieur Vitrac, d'après Roger Vitrac, mise en scène Christian Schiaretti et Jean-Christian Grinevald, maison des arts et de la culture de Créteil
- 1985 : Intérieur de Maurice Maeterlinck, mise en scène Claude Régy, théâtre Gérard-Philipe
- 1987 : Pionniers à Ingolstadt de Marieluise Fleisser, mise en scène Bérangère Bonvoisin, théâtre Nanterre-Amandiers
- 1988 : Vêtir ceux qui sont nus de Luigi Pirandello, mise en scène René Loyon, théâtre national de Chaillot, Paris
- 1989 : Les Caprices de Marianne d'Alfred de Musset, mise en scène Alain Bezu, théâtre des Deux Rives, Rouen
- 1990 : La Caresse de Philippe Faure, mise en scène de l'auteur, théâtre des Ateliers, Lyon
- 1991 : Agésilan de Colchos de Jean de Rotrou, mise en scène Philippe Berling, théâtre national de Strasbourg
- 1992 : La Petite dame, témoignage d’une hongroise, mise en scène Catherine Mouchet et Claude Guyonnet, théâtre de la Bastille, puis théâtre du Réel
- 1993 : La Caresse de Philippe Faure, mise en scène de l'auteur, Théâtre 13, Paris
- 1999 : Le Malade imaginaire, ou le silence de Molière, d'après Le Malade imaginaire de Molière et Le Silence de Molière de Giovanni Macchia, mise en scène Arthur Nauzyciel, tournée en France
- 2004 : Face au mur de Martin Crimp, mise en scène Marc Paquien, théâtre national de Chaillot, Paris
- 2008-2009 : Et pourtant, ce silence ne pouvait être vide de Jean Magnan, mise en scène Michel Cerda, théâtre national de Strasbourg, puis tournée en France
- 2018 : Le Traitement de Martin Crimp, mise en scène Rémy Barché, théâtre des Abbesses à Paris, puis théâtre Dijon-Bourgogne

## Distinctions

### Récompenses
- César 1987 : meilleur jeune espoir féminin pour Thérèse
- Prix Romy-Schneider 1987
- Festival Jean-Carmet 2010 : meilleur second rôle féminin (prix du public) pour L'Arbre et la Forêt

### Nomination
- César 2000 : meilleure actrice dans un second rôle pour Ma petite entreprise